# Świat według Kiepskich
Świat według Kiepskich (deutsch: Die Welt gemäß Familie Kiepski; polnisch kiepski ‚schlecht‘, ‚miserabel‘) ist eine polnische Comedyserie, die seit 1999 bis 2022 von der ATM-Gruppe für Polsat produziert wird. Die Serie umfasst 589 Episoden in 35 Staffeln.

## Handlung
Die Serie handelt von Familie Kiepski und ihren Nachbarn, die in Breslau wohnen. Alle Parteien sind Vertreter des Proletariats und versuchen, sich auf halbwegs durchschnittlichem Niveau durchzuschlagen. Die Wohnverhältnisse entsprechen dem Milieu. Das Haus mit Substandardwohnungen ist aus der Vorkriegszeit. Die Nachbarn teilen sich das Bad und Toilette, welche sich am Gang befinden. Die Gespräche am Gang vor dem WC entwickeln sich zu einer Art Running Gag. Durch unkonventionelle Art und Weise probieren sie, den Lebensstandard an europäische Standards anzugleichen, was ihnen teilweise gelingt. Das Oberhaupt der Familie Kiepski ist Ferdynand, ein arbeitsloser Mann. Er liebt es Fernsehen zu schauen, vor allem Fußball. Als Anstifter, Ideengeber oder als Teilnehmer von unkonventionellen Methoden gelingt es ihm, immer wieder kurzfristig zu Geld zu kommen. Doch das meiste gibt er für Alkohol aus bzw. er scheitert mit seinen Projekten. Der heimliche Boss der Familie ist seine Frau Halina, die als Krankenschwester die Familie tatsächlich ernährt.

## Produktion und Ausstrahlung
Die Serie wird seit 1999 produziert und seit dem 16. März 1999 auf Polsat ausgestrahlt. Aktuell ist eine 33. Staffel in Produktion.

## Besetzung
| Name                  | Rolle             | Jahr(e)                    |
| --------------------- | ----------------- | -------------------------- |
| Andrzej Grabowski     | Ferdynand Kiepski | seit 1999                  |
| Marzena Kipiel-Sztuka | Halina Kiepska    | seit 1999                  |
| Bartosz Żukowski      | Waldemar Kiepski  | 1999–2002; 2004; seit 2011 |
| Barbara Mularczyk     | Mariola Kiepska   | seit 1999                  |
| Ryszard Kotys         | Marian Paździoch  | 1999–2017                  |
| Dariusz Gnatowski     | Arnold Boczek     | 1999–2019                  |
| Anna Ilczuk           | Jolanta Kiepska   | seit 2011                  |
| Sławomir Szczęśniak   | Janusz Paździoch  | seit 1999                  |

## Staffelübersicht
| Nr.        | Episoden | Staffelpremiere   | Staffelfinale     |
| ---------- | -------- | ----------------- | ----------------- |
| Pilotfolge | 3        | 16. März 1999     | 30. März 1999     |
| 1          | 35       | 4. September 1999 | 24. Juni 2000     |
| 2          | 38       | 2. September 2000 | 15. Juli 2001     |
| 3          | 34       | 10. Oktober 2001  | 9. Juni 2002      |
| 4          | 23       | 1. September 2002 | 24. Dezember 2002 |
| 5          | 21       | 1. März 2003      | 14. Juni 2003     |
| 6          | 16       | 5. März 2004      | 25. Juni 2004     |
| 7          | 16       | 3. September 2004 | 17. Dezember 2004 |
| 8          | 16       | 4. März 2005      | 24. Juni 2005     |
| 30         | 12       | 6. September 2017 | 29. November 2017 |
| 31         | 12       | 5. September 2018 | 21. November 2018 |
| 32         | 12       | 6. März 2019      | 22. Mai 2019      |
| 33         | 12       |                   |                   |